# Calciosoma
El calciosoma es un tipo particular de orgánulo intracelular, un retículo endoplasmático liso que está lleno de calcio. Su membrana dispone de bombas de calcio que transportan activamente el calcio desde el citoplasma hacia el interior del calciosoma.
El calciosoma participa en la regulación de la concentración de calcio intracelular ([Ca2+]i) que es un segundo mensajero esencial a la transducción de mensaje en la célula. En condiciones de "reposo", el bombeo del calcio dentro del calciosoma mantiene el [Ca2+]i a concentraciones bajas (entre 10-4 y 10-5 mM). La apertura de canales de calcio en la membrana del calciosoma como consecuencia de una excitación (potencial de acción en la fibra muscular, IP3…) aumenta brutalmente la concentración de calcio [Ca2+]i, lo que da inicio a una cascada de reacciones (contracción muscular, síntesis de proteína…).
Los calciosomas presentes en las células musculares son llamados también retículo sarcoplasmático.